# رافال غيكيفيتش
رافال غيكيفيتش (بالبولندية: Rafał Gikiewicz)‏ هو لاعب كرة قدم بولندي في مركز حراسة المرمى، ولد في 26 أكتوبر 1987 في أولشتين في بولندا. لعب مع آينتراخت براونشفايغ وشلوسك فروتسلاو ونادي آوغسبورغ ونادي فرايبورغ وياغيلونيا بياويستوك ويونيون برلين.

## وصلات خارجية
- رافال غيكيفيتش على موقع الاتحاد الأوربي (الإنجليزية)
- رافال غيكيفيتش على موقع قاعدة بيانات كرة القدم.إي يو (الإنجليزية)
- رافال غيكيفيتش على موقع Soccerway.com (الإنجليزية)
- رافال غيكيفيتش على موقع عالم كرة القدم.نت (الإنجليزية)
- رافال غيكيفيتش على موقع AS.com (الإسبانية)